# الولادة المجهولة

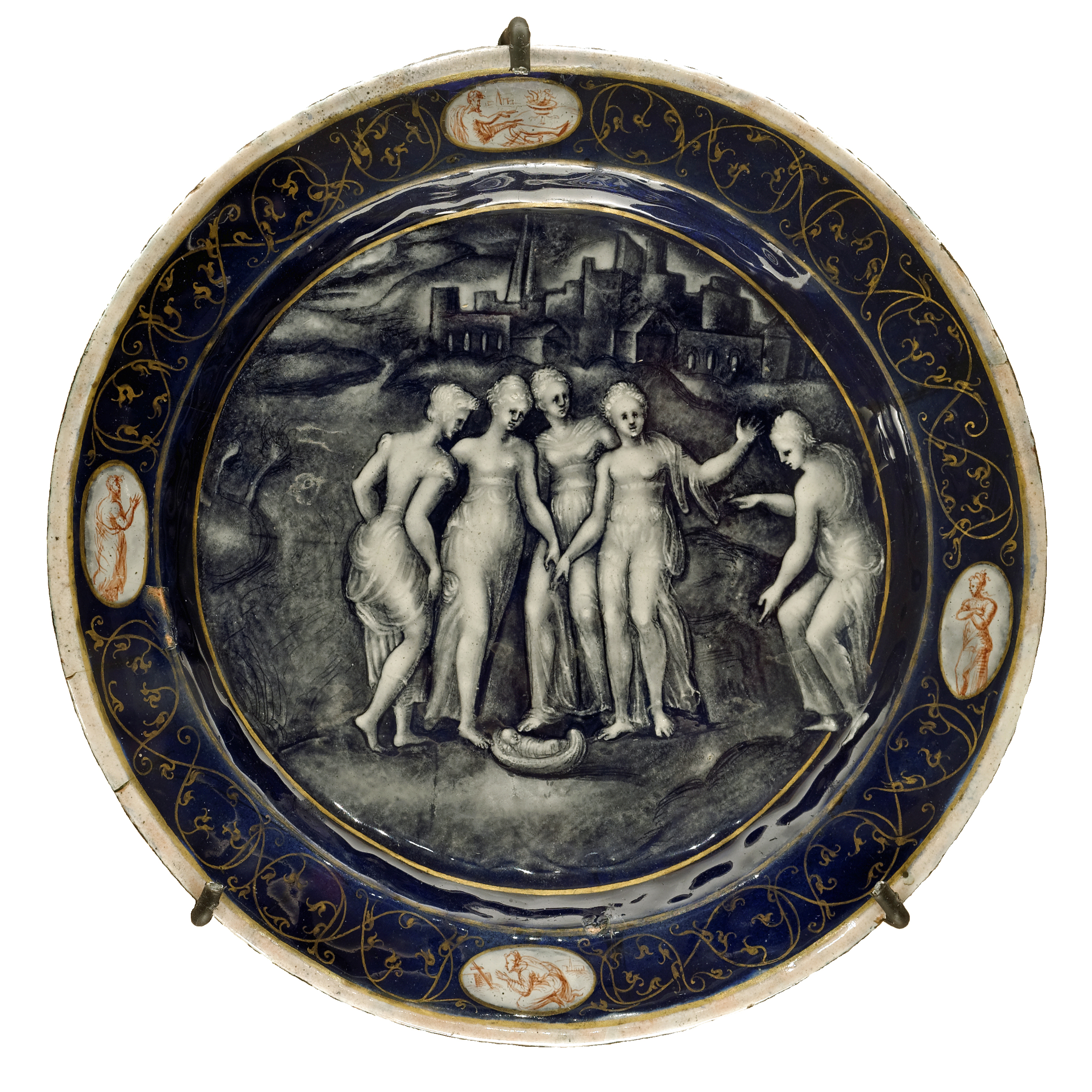

الولادة المجهولة الهوية هي ولادة تلد فيها الأم طفلا دون الكشف عن هويتها، أو حيث تظل هويتها غير مسجلة. في كثير من البلدان، أصبحت حالات الولادة المجهولة مصدقة منذ قرون لمنع الأطفال حديثي الولادة، ولا سيما خارج إطار الزواج.
في حالة الولادة المجهولة، يحق الأم في تقرير مصير الكشف عن هويتها، مما يحد بشدة من حق الأطفال في معرفة أصلهم البيولوجي. ولذلك، فإنه يتجاوز مفهوم الولادة السرية، حيث تكون هوية الأم مسجلة ولكنها لا تزال غير معروفة، ما لم يطلب الطفل الكشف عنها في مرحلة لاحقة.

## الخلفية
تم تسجيل معدلات عالية من التخلي عن الرضع، وإهمال الأطفال، وقتل الرضع، مما أدى لظهور إجراءات مثل "baby hatches" والولادة مجهولة والولادة السرية وهما من أشكال من الولادة دون معلومات شخصية أو الكشف عن معلومات خاصة. هجر الرضع هو شكل من أشكال هجر الأطفال، حيث يترك أحد الوالدين رضيعه في محاولة لإنهاء الوصاية عليه، وإهمال الأطفال هو نقص الرعاية المقدمة للطفل.
قتل الرضع هو أحد أشكال وأد الأطفال، حيث يقتل الرضع خلال 24 ساعة من ولادتهم. يكون النساء في الغالب صغار السن، غير متزوجات، مع حمل غير مرغوب فيه، كما أنها عادة لا تعاني من اضطراب عقلي. هؤلاء النساء غالبا ما يخفين حملهن ولا يحصلن على رعاية قبل الولادة. يتم منع قتل الأطفال وكذلك الأشكال الأخرى لإهمال الأطفال من خلال الولادة المجهولة والولادة السرية.
يمكن العثور على أنظمة مبكرة من الولادة المجهولة في فرنسا والسويد في 1600و 1700 في بداية القرن الحادي والعشرين، كانت الدول التي اقترحت سياسة الولادة المجهولة، جنبا إلى جنب مع دور الطفل، هي سويسرا والنمسا وألمانيا. بالإضافة إلى ذلك، تسمح كل من الجمهورية التشيكية واليونان وإيطاليا وروسيا وأوكرانيا للأمهات بالاحتفاظ بهويتهن سرية. بدلا من ذلك، فإن شكلا من أشكال الولادة المجهولة والمولد السري يحدث في الولايات المتحدة من خلال قوانين الملاذ الآمن (Safe Haven laws). ظهر تشريع الولادة المجهولة أولًا في السويد حيث يمنح قانون وأد الأطفال لعام 1778 الأمهات الحق في الإنجاب بجميع الوسائل المتاحة لهن دون ذكر أسماء.